# Грищенко, Константин Иванович
Грищенко Константин Иванович (укр. Костянтин Іванович Грищенко; род. 28 октября 1953, Киев) — украинский политик и дипломат. 
С момента обретения Украиной собственной независимости, Константин Грищенко последовательно занимал ряд высоких государственных должностей с полномочиями от сферы контроля над вооружениями и региональной безопасности к образованию и здравоохранению. В 2012—2014 годах — в должности вице-премьер-министра Украины, дважды назначался Министром иностранных дел Украины (в 2003—2005 и 2010—2012 годах), а также Первым Заместителем Секретаря Совета национальной безопасности и обороны Украины (в 2008—2010 годах). За свою дипломатическую карьеру, Константин Грищенко назначался Послом Украины в Королевстве Бельгия, Нидерланды и Люксембург (1998—2000 годы) и Главой Миссии Украины при НАТО, Послом Украины в США (2000—2003 годы) и Послом Украины в Российской Федерации (2008—2010 годы).
Кроме высоких государственных должностей в украинском правительстве, Константин Грищенко сделал весомый личный вклад в работу авторитетных международных институтов, занимающихся широким набором вопросов региональной и международной безопасности. В 1991 году — заместитель Главного инспектора по вопросам биологического оружия Специальной Комиссии ООН в Ираке (ЮНСКОМ; на английском: UNSCOM). С 1995 по 1998 годы — член Совета Учредителей Центра безопасности в Женеве (Швейцария). С 1999 по 2003 годы — член Консультативного Совета Генерального Секретаря ООН по вопросам разоружения. В 2003 году Константин Грищенко возглавил этот Совет. С 2000 по 2003 годы дипломат входил в состав Комиссии ООН по мониторингу, верификации и инспекции (на английском: UNMOVIC), а в 2003—2006 годы был Членом Совета управляющих «Трансатлантического партнерства против СПИДа».
Константин Грищенко имеет дипломатический ранг Чрезвычайного и Полномочного Посла Украины.

## Образование
Окончил с отличием Московский государственный институт международных отношений (МГИМО) в 1975 году по специальности международное право. Кроме родных для него украинского и русского языков, Константин Грищенко свободно владеет английским и французским языками.

## Профессиональная деятельность
В 1976—1980 годы работал в Секретариате ООН в Нью-Йорке.
С 1981 по 1991 годы занимал дипломатические должности разного уровня в Министерстве иностранных дел СССР. После распада Советского Союза Константин Грищенко вернулся в Киев и начал работу в Министерстве иностранных дел независимой Украины.
С 9 марта 1995 по 4 июля 1998 года Грищенко занимал должность заместителя министра иностранных дел Украины, занимаясь проблематикой контроля над вооружениями, разоружения, Европейской безопасности, СНГ, отношений с Россией, а также развитием внешней политики Украины на Ближнем Востоке, в Азии и Тихоокеанском регионе. Константин Грищенко сыграл ключевую роль в заключении ряда сверхважных международных соглашений, которые были призваны укрепить территориальную целостность, безопасность и независимость Украины. Именно в это время им была основана масштабная программа подготовки украинских дипломатов в странах Европейского Союза и США. Большинство выпускников программы в настоящее время занимают достойное место среди лучших дипломатов Украины.
С 10 августа 1998 по 28 января 2000 года — Чрезвычайный и Полномочный Посол Украины в Бельгии.
С 10 августа 1998 по 28 января 2000 года — Глава Миссии Украины при НАТО.
С 30 сентября 1998 по 28 января 2000 года — Чрезвычайный и Полномочный Посол Украины Люксембурге.
С 30 сентября 1998 по 28 января 2000 года — Чрезвычайный и Полномочный Посол Украины Нидерландах.
С 25 января 1999 по 28 января 2000 года — Постоянный Представитель при Организации по запрещению химического оружия (на английском: OPCW) в г. Гаага (Нидерланды).
С 28 января 2000 по 2 сентября 2003 года — Чрезвычайный и Полномочный Посол Украины в США.
С 24 сентября 2001 по 2 сентября 2003 года — Чрезвычайный и Полномочный Посол Украины в Антигуа и Барбуде (по совместительству).
С 2 сентября 2003 по 3 февраля 2005 года — Министр иностранных дел Украины.
Будучи министром иностранных дел, Константин Грищенко сосредоточил усилия на Европейской интеграции Украины, укреплении связей с Вашингтоном и налаживании прагматического взаимодействия с Россией. В 2003 году он публично выступил против присоединения нашей страны к Единому Экономическому Пространству с Российской Федерацией, Казахстаном и Беларусью. Дипломат, вместе с рядом членов Правительства Украины, аргументировал такую позицию тем, что такое решение противоречило бы Конституции Украины.
В непростое время кризиса в украинско-российских отношениях вокруг острова Тузла в 2003 году, Константин Грищенко применил все имеющиеся дипломатические инструменты чтобы противостоять посягательствам Москвы на украинскую территорию и вернуться к более привычному партнëрскому формату отношений с Российской Федерацией.
С 11 октября 2006 по 19 декабря 2007 года — Советник по вопросам внешней политики Премьер-министра Украины.
После досрочных выборов в Верховную Раду Украины в 2007 году, Константин Грищенко вошëл в состав Оппозиционного правительства Украины как теневой Министр иностранных дел.
В апреле 2008 года, на фоне углубления кризиса в отношениях с Россией, Президент Украины Виктор Ющенко 15 апреля назначил Константина Грищенко первым заместителем Секретаря Совета национальной безопасности и обороны Украины), а 10 июня того же года — Послом Украины в Российской Федерации. В то же время, он продолжал выполнять полномочия первого заместителя Секретаря Совета национальной безопасности и обороны Украины, что придавало ему особый статус в системе органов государственной власти, занимались отношениями нашей страны с Россией.
Основные взгляды украинского Посла в Москве Константина Грищенко были изложены в его статье под названием «Украина-Россия: государство и личность», напечатанной в украинском еженедельнике «Зеркало Недели»: «…корни многих конфликтов и противоречий в украинско-российских отношениях кроются в одном, ранее не для всех очевидном факте: за годы после распада СССР мы, сохраняя множество общих интересов, стали сильно отличаться и по модели общественного развития, и по мировоззрению. Осознание этих объективных различий должно удерживать и Москву, и Киев от попыток поучать друг друга, намерений навязывать соседу свою модель развития как единственно правильную».
Принимая участие в теледебатах с Дмитрием Рогозиным (тогдашним Послом России при НАТО), Константин Грищенко заявил об использовании Российской Федерацией некорректной идеологии для характеристики отношений с Киевом. Он подчеркивал необходимость постоянного обсуждения сложных вопросов отношений с Россией с целью их решения и заключения соответствующих соглашений, которые должны выполняться обеими сторонами. Это, по его мнению, было гораздо рациональнее обострения существующих проблем и создания новых. Отвечая на вопрос о присоединении Украины к НАТО, Константин Грищенко заявил, что не видит в обозримой перспективе возможности членства, однако подчеркнул, что такое решение будет принимать не Москва, Брюссель или Вашингтон, а исключительно народ Украины на референдуме.
После президентских выборов 2010 года, Константин Грищенко во второй раз назначается Министром иностранных дел Украины 11 марта 2010 года.
Уже весной 2010 года Константин Грищенко начал непростую работу по нейтрализации опасных тенденций в отношениях с Россией. Он проводил прагматичную политику, в основе которой лежали национальные интересы Украины, убирая эмоциональную и идеологическую составляющую отношений. В свою очередь, был сделан акцент на тех направлениях сотрудничества с Россией, где взаимодействие приносило сторонам большую выгоду, чем конфликт. Это позволило вдвое увеличить экспорт Украины на российский рынок и начать исторический процесс демаркации границы с Россией в Крыму. Улучшение в отношениях с Москвой позволило значительно ослабить административное и полицейское давление на миллионы граждан Украины и наемных рабочих, проживающих в России. Нормализация украинско-российских отношений побудила осторожных европейцев к более решительным шагам в заключении Соглашения Об ассоциации с Украиной. Другим важным направлением внешней политики Константина Грищенко было устранение визовых барьеров для украинцев. Под руководством Министра лишь за два года украинским дипломатам удалось договориться о безвизовом режиме с Израилем, Турцией, Бразилией и Аргентиной.
Сам Константин Грищенко описал тогдашнюю внешнюю политику Украины следующим образом: «Европейская политика Украины должна быть приоритетом, однако реализовываться прагматично. Вполне понятно, что современная Украина — государство с европейским призванием, но наш путь в Европу будет несколько отличаться от пути новых стран-членов ЕС. Это будет путь внутренних трансформаций согласно европейским нормам и в стратегическом партнëрстве с ЕС и Россией. Однако мы также стремимся к развитию взаимодействия с теми регионами мира, где наблюдаем бурное экономическое развитие, стремление к взаимодействию с Украиной и уважение к её национальным стремлениям».
В этот период удалось завершить переговоры с ЕС по Соглашению Об ассоциации (2012 год) и окончательно согласовать План безвизового режима с Европой. Особое значение было уделено экономической дипломатии. Обособленные ранее и крайне неэффективные торговые миссии были полностью интегрированы в структуры посольств, а при самом МИД был создан Совет экспортеров для продвижения украинских товаров и компаний на международных рынках.
24 декабря 2012 года Константин Грищенко был назначен Вице-Премьер-министром Украины. Он получил уникальную возможность использовать многолетний международный опыт для решения внутренних социальных проблем на Украине. В его компетенцию входили образование и наука, здравоохранение, культура, молодежь и спорт.
На этом посту Константин Грищенко сосредоточил внимание на усиление государственного надзора за качеством лекарств. В 2013 году Украина перешла на стандарты ЕС в производстве лекарств, в частности стандартов Надлежащей производственной практики (НПП) и Целесообразной практики распределения (ЦПР) лекарств. Украина первой ратифицировала Конвенцию Совета Европы «О противодействии фальсификации лекарственных средств и аналогичных преступлений, несущих угрозу общественному здоровью» и впервые на постсоветском пространстве ввела уголовную ответственность за подделку лекарственных препаратов. Была значительно упрощена процедура предоставления обезболивающих лекарств срочным больным. Особого значения Константин Грищенко придавал упрощению доступа к медицинской помощи в национальных масштабах, а также принятию Проекта общегосударственной целевой социальной программы противодействия ВИЧ / СПИД на 2014—2018 годы.
На должности Вице-Премьер-министра, Константин Грищенко неоднократно прилагал усилия к защите интересов граждан Украины в непростых ситуациях. В июле 2013 года, во время крайне сложной поездки в Ливию, дипломат обеспечил освобождение 19 украинцев из плена боевиков в г. Бенгази. 27 февраля 2014 года Константин Грищенко ушёл с должности Вице-Премьер-министра Украины.
Константин Грищенко неоднократно высказывал мнение, что сегодня Украине в сфере внешней политики необходимо сформировать новое видение укрепления независимости и восстановления территориальной целостности, предложить реалистичные подходы для остановки военного противостояния и зарождения политического диалога на Востоке Украины. Нужно восстановить экономическую дипломатию как инструмент возрождения активных позиций Украины в международной торговле, а украинская дипломатическая служба должна стать инструментом достижения национальных целей и стремлений.

## Награды и отличия
- Константин Грищенко является Полным кавалером Ордена Украины «За заслуги» (I[35], II[36], III степеней), также отмечен Почётными грамотами Кабинета Министров Украины и Верховной Рады Украины. Получил высшую гражданскую награду Франции — Орден Почётного легиона. Он был также награждён орденами и почетными отличиями других иностранных государств.
- Грамота Содружества Независимых Государств (5 декабря 2012 года) — за активную работу по укреплению и развитию Содружества Независимых Государств[37][38].

## Семейная жизнь и хобби
Женился на Наталье Грищенко в 1974 году. Есть дочь Оксана и двое внуков. Интересы: история, рыбалка, прогулки на велосипеде.